# Meiji Holdings
Meiji Holdings K.K. (jap. 明治ホールディングス株式会社, Meiji Hōrudingusu kabushiki-gaisha, engl. Meiji Holdings Company, Ltd.) ist ein japanisches Unternehmen.

## Geschichte
Am 1. April 2009 wurde die Holding gegründet. Zwei Jahre später, am 1. April 2011 schlossen sich die Unternehmen Meiji Nyūgyō K.K. (明治乳業株式会社, Meiji Nyūgyō Kabushiki-gaisha, „Meiji-Molkerei Aktiengesellschaft“) und Meiji Seika K.K. (明治製菓株式会社, Meiji Seika Kabushiki-gaisha, „Meiji-Süßwaren Aktiengesellschaft“) zusammen in die Meiji Holdings K.K./"Co., Ltd". Laut der International Cocoa Organization ist Meiji der weltweit viertgrößte Süßwarenhersteller.